# Caretaker (Star Trek)
Caretaker was de proefaflevering van de televisieserie Star Trek: Voyager. De aflevering op 16 januari 1995 voor het eerst uitgezonden in de Verenigde Staten. Bij herhalingen werd de aflevering in twee delen geknipt. De aflevering won een Primetime Emmy voor beste speciale effecten.
In deze aflevering krijgt Kapitein Janeway de opdracht om te zoeken naar een verdwenen schip van de Maquis dat is verdwenen in de Badlands.

## Plot
Een groep genaamd de Maquis, een verzetsbeweging tegen Starfleet, is verdwenen in de Badlands. Dit schip heeft een Starfleetinfiltrant aan boord, Tuvok. De kapitein van het Maquisschip is Chakotay.
De U.S.S. Voyager onder leiding van Kapitein Janeway gaat op zoek naar het Maquisschip. Een gevangene, Tom Paris, wordt vanuit de gevangenis meegenomen omdat hij kennis heeft van de regio. Nadat de Voyager in de Badlands is aangekomen worden ze om onverklaarbare reden naar het Deltakwadrant geslingerd, 70.000 lichtjaar verder. Door het katapulteffect wordt een gedeelte van de bemanning gedood, waaronder de dokter, die vervangen wordt door een hologram, het EMH (Emergency Medical Hologram). Dit hologram heeft geen naam en wordt bij de crew bekend als De Dokter.
Zodra de dokter met zijn werk begint, wordt de hele bemanning van beide schepen getransporteerd naar een ruimtestation. Nadat iedereen medisch is onderzocht worden ze teruggezonden naar respectievelijk de Voyager en het Maquis-schip, echter van beide schepen mist een persoon: van de Voyager Harry Kim en van het Maquisschip B'Elanna Torres.
Omdat het ruimtestation energiepulsen uitzendt naar een planeet in de buurt zetten Janeway en Chakotay koers naar de planeet. Ondertussen worden Harry Kim en B'Elanna Torres wakker in een medische faciliteit. Ze hebben echter geen idee waar ze zijn en wat ze er doen.
Gaandeweg ontdekt de bemanning dat het ruimtestation door een buitenaards wezen, de Caretaker, wordt bewoond. Dit wezen zorgt al millennialang voor de Ocampa, het volk dat onder de grond van een nabijgelegen planeet wonen. Hij schiet energie naar de planeet die door de Ocampa wordt opgeslagen in een soort grote accu onder de grond. De Caretaker ligt op sterven en is op zoek naar een partner waarmee hij nageslacht kan verwekken zodat deze na zijn dood de Ocampa kan blijven beschermen tegen de Kazon, een ras dat aan de oppervlakte van de planeet woont.
Janeway probeert de Caretaker ervan te overtuigen de Voyager naar huis te sturen, maar hij is van plan om het ruimtestation te vernietigen om de Ocampa te beschermen. Het ruimtestation wordt inderdaad vernietigd, wat Janeway voor de taak stelt om samen met de bemanning van het Maquis-schip op weg naar huis te gaan, een reis die meerdere generaties zou kunnen gaan duren.